# Nigel Mansell
Nigel Ernest James Mansell (Upton-upon-Severn, 8 agosto 1953) è un ex pilota automobilistico britannico, campione del mondo di Formula 1 nel 1992 e vincitore della serie americana CART nel 1993.
Fino al 2014 è stato il pilota britannico ad aver ottenuto più vittorie nella massima serie, essendosi imposto in 31 Gran Premi, record battuto da Lewis Hamilton nel Gran Premio degli Stati Uniti del 2014, ed è tuttora nono nella classifica di tutti i tempi di successi in carriera. Ha ottenuto i suoi maggiori successi guidando per la Williams, ma ha corso anche per altre squadre prestigiose come Ferrari, Lotus e McLaren.
Dotato di una guida spettacolare e spesso irrispettosa del mezzo meccanico, era soprannominato Il leone d'Inghilterra per la grinta che mostrava in pista. Mansell è stato inoltre votato tra i primi 10 piloti di Formula 1 di tutti i tempi dal commentatore televisivo Murray Walker. Nel 2008, ESPN lo ha classificato 24º nella sua classifica dei migliori piloti di tutti i tempi. È stato anche classificato 9º dal The Times fra i più grandi piloti del mondo. Nel 2005, è stato inserito nella International Motorsports Hall of Fame.

## Biografia
Nato a Upton-upon-Severn, Worcestershire da Eric e Joyce Mansell, Nigel era il terzo di quattro figli, Michael, Gail e Sandra. Mansell trascorse undici anni della sua vita come poliziotto speciale nell'Isola di Man, prima della sua carriera di pilota, e nel Devon e in Cornovaglia dopo il suo ritiro dalle corse. La sua fidanzata Roseanne, conosciuta nel 1970, fu il suo più grande sostegno morale durante la sua carriera. La coppia si sposò nel 1975 ed ebbe tre figli: Chloe (11 aprile 1983), Leo (4 gennaio 1985) e Greg (8 novembre 1987).
Diventò il "Leone" dopo aver mostrato negli anni 1986 e 1987 temperamento e grinta in gara, tali da vincere spesso il confronto con il suo compagno di squadra Nelson Piquet. Proverbiali divennero le sue gare tutte improntate sul coraggio e l'azione, dove la tattica e la strategia passavano in secondo piano: per questo egli fu amatissimo dai tifosi ma soventemente bacchettato dai critici.
Divenuto campione del mondo di Formula 1 nel 1992 a 39 anni, è stato fino al 2014 il pilota britannico che vantava il maggior numero di vittorie nei Gran Premi (31). Passato nel 1993 alla Formula CART, vinse immediatamente il titolo, diventando l'unico pilota a essere contemporaneamente campione in Formula 1 e in Formula CART. Un'altra sua peculiarità fu quella di correre in Williams con il numero rosso, differente da quello bianco del compagno.

## Carriera

### Le formule minori
Mansell guidò per la prima volta un'auto all'età di sette anni in un campo vicino a casa e, dopo aver visto Jim Clark vincere il Gran Premio di Gran Bretagna nel 1962, decise di tentare la carriera nel mondo dell'automobilismo. Dopo gli ottimi risultati ottenuti nei kart, nel 1976 Mansell fece il suo debutto in Formula Ford, nonostante la disapprovazione del padre. La sua prima stagione lo vide trionfare sei volte sulle nove gare a cui partecipò. L'anno successivo prese invece parte a tutto il campionato e si laureò campione di categoria. Ebbe anche un pericoloso incidente in cui si ruppe il collo che rischiò di interrompere la sua carriera, tanto che i medici gli dissero che era stato vicino alla tetraplegia dopo lo schianto. Dopo il successo ottenuto, nel 1978 Mansell prese parte al campionato di Formula 3, ottenendo subito al debutto la pole position e un podio. La March, che l'aveva preso in squadra, aveva promesso di pagargli l'intera stagione se avesse trovato degli sponsor.
Mansell non esitò a vendere la casa in cui viveva con sua moglie per ottenere i soldi per correre le prime gare, ma questi finirono presto, e di conseguenza lo sponsor non arrivò e dopo sole quattro gare l'inglese rimase a piedi. Fu il momento più critico della sua carriera e il Leone, pur di racimolare qualche quattrino, lavorò anche come lavavetri. Qualcuno comunque si accorse delle sue qualità, e verso metà stagione gli fu consentito di debuttare in Formula 2 a Donington Park, ma un incidente nelle prove gli fece mancare la qualificazione. Dopo un'annata nera le cose cominciarono a girare per il verso giusto.
Mansell venne a sapere che si era liberato un posto nel team di David Price, e dopo un paio di colloqui riuscì ad ottenerlo. Non solo non avrebbe dovuto portare sponsor, ma avrebbe anche ricevuto uno stipendio visto che nel contratto era previsto che dovesse lavorare come rappresentante per la Unipart, lo sponsor della squadra. Il punto debole del team era il motore Triumph, che soffriva parecchio di potenza a bassi regimi.
Nonostante ciò, il 25 marzo 1979, in una piovosa Silverstone e dopo un accanito duello con Andrea De Cesaris ed Eddie Jordan, Mansell vinse la sua prima gara di F3. Un paio di mesi dopo il pilota inglese partecipò per la prima volta al Gran Premio di Monaco di F3. Delle cinque March iscritte dal team di David Price quella di Mansell fu l'unica a qualificarsi e diversi uomini della Formula 1 lo notarono, a partire da Colin Chapman, patron della Lotus.
Sul finire di stagione, Mansell ebbe un grave incidente ad Oulton Park dopo un contatto con De Cesaris, che per poco non lo paralizzò. Il recupero fu molto doloroso, ma venne addolcito da una telefonata inaspettata: Chapman lo chiamò per un test con la Lotus. Mansell si recò così al circuito Paul Ricard e prese parte al test, nonostante il dolore che ancora lo tormentava dopo l'incidente. Cominciò poi il 1980 correndo ancora nel campionato inglese di F3, per poi passare a metà stagione in F2, dove portò al debutto nella seconda serie l'ambizioso motore Honda. I risultati in Formula 2 furono incoraggianti visto che da quasi debuttante riuscì a sfiorare la vittoria nella gara di Hockenheim, dimostrando che alla Lotus avevano visto giusto.

### Formula 1

#### Gli anni alla Lotus (1979-1984)

##### 1979
Nel 1979 Mansell partecipò ad un test collettivo organizzato dalla Lotus al Circuito Paul Ricard con lo scopo di trovare un pilota da affiancare a Mario Andretti per la stagione 1980 al posto di Carlos Reutemann. Oltre a lui provarono la Lotus 79-Ford nella livrea verde Elio De Angelis, Eddie Cheever e Jan Lammers. L'italiano De Angelis venne infine scelto come pilota titolare mentre Nigel venne assunto come collaudatore.

##### 1980
Nel 1980 Mansell diventò pilota ufficiale del Team Lotus, una squadra che era passata nel corso delle ultime due stagioni dall'essere Campione del Mondo a schierare una delle peggiori vetture sulla griglia di partenza. Nella prima parte della stagione svolse il ruolo di collaudatore. Al Gran Premio d'Austria fu schierata una terza Lotus 81B, motorizzata Ford Cosworth DFV, affidata al debuttante Mansell che si ritirò per la rottura del motore. Partecipò anche al Gran Premio d'Olanda, dove si ritirò nuovamente, questa volta per un problema ai freni, e a quello d'Italia, ma in quest'ultimo caso mancò la qualificazione. Concluse la stagione senza aver ottenuto punti iridati.

##### 1981
Nel 1981 diventò pilota titolare della Lotus al fianco dell'italiano Elio De Angelis. Iniziò la stagione guidando una poco competitiva 81B-Ford, come seconda guida del team. Al Gran Premio del Belgio a Zolder, dopo aver ottenuto il decimo tempo in qualifica, arrivò terzo al traguardo, dietro alla Williams di Carlos Reutemann e alla Ligier di Jacques Laffite, conquistando il primo podio e i primi punti. A Monaco portò al debutto la nuova e più veloce 87-Ford e ottenne il terzo tempo in prova, ma fu costretto al ritiro in gara per la rottura di una sospensione. Nonostante fosse alla sua prima stagione completa nella massima categoria, l'inglese riuscì a mettersi in luce con alcune ottime prestazioni, attirando sin da subito l'interesse della stampa e di altri team. A Las Vegas, ultima gara stagionale, giunse quarto al traguardo. Concluse il Campionato al quattordicesimo posto con otto punti.

##### 1982 e 1983

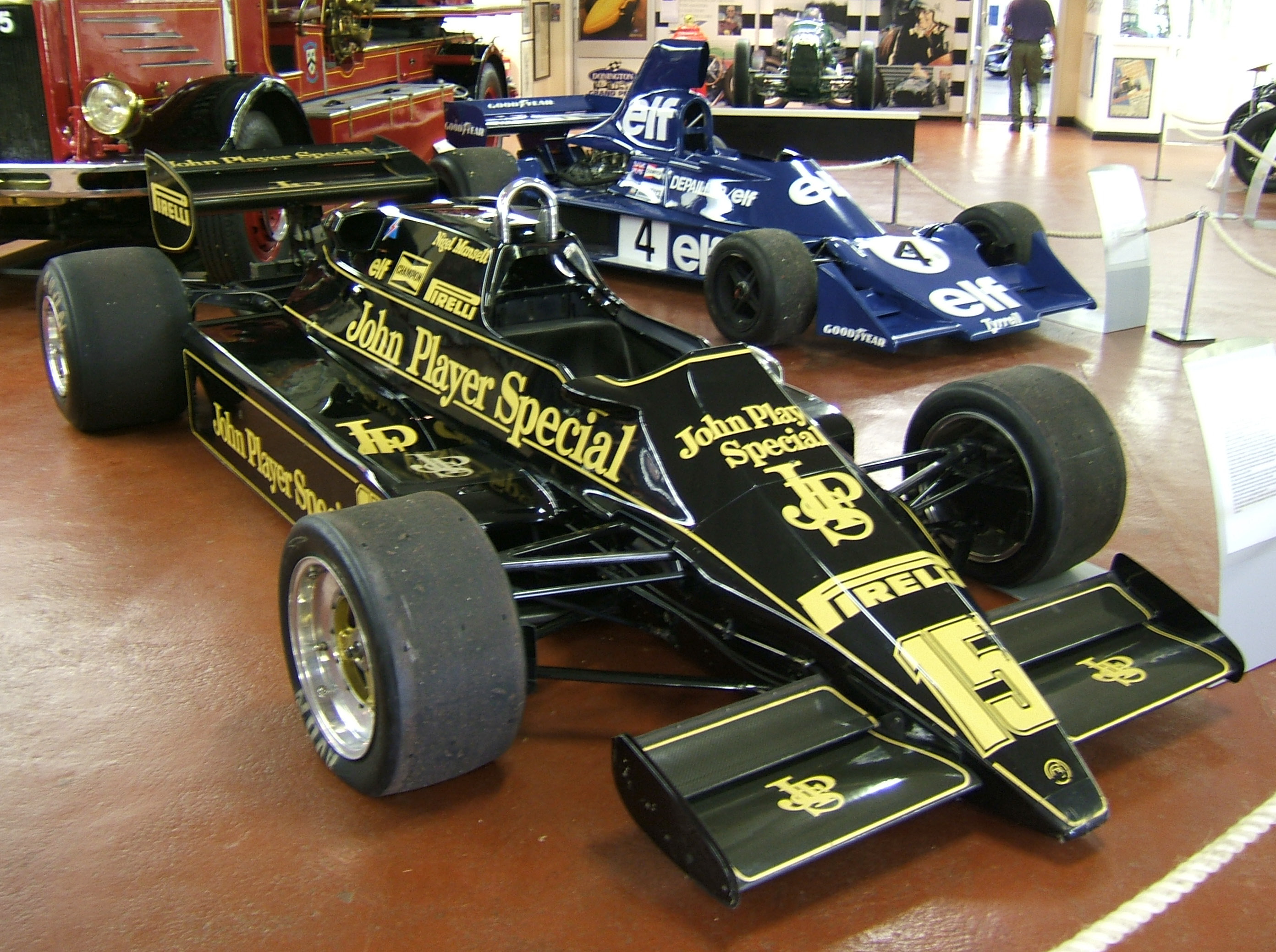
La Lotus 92-Ford guidata da Mansell nel 1982

Il 1982 non andò benissimo: alla Lotus era tornato Peter Warr, tecnico storico della scuderia, e questi, forse ingelosito per lo splendido rapporto che si era creato fra Mansell e Chapman, sviluppò una vera e propria antipatia nei confronti del suo pilota. La stagione prese una svolta tragica con gli incidenti mortali di Villeneuve e Paletti, più quello che mise fine alla carriera di Pironi. Anche Mansell fu vittima di un brutto incidente in Canada, quando si spezzò un polso in un urto con Bruno Giacomelli, rimanendo fermo per qualche gara. A fine stagione Mansell si trovò nel palmarès solo un terzo posto in Brasile e un quarto a Monaco. Egli perse anche nettamente il duello a distanza con il suo compagno di squadra Elio De Angelis, che raccolse il triplo dei punti dell'inglese e vinse una gara in Austria.
A fine anno un infarto uccise Colin Chapman, e Peter Warr assunse il ruolo di capo del team; gli ultimi due anni in Lotus si rivelarono i più difficili, anche perché il 1983 sarebbe stato sacrificato per far esperienza con il motore turbo. La stagione partì malissimo, ma una volta abbandonato il leggendario ma obsoleto Ford Cosworth in favore del turbo Renault, i risultati cominciarono a migliorare. A fine stagione e con dieci punti in classifica, l'inglese fece meglio di De Angelis, ottenendo un podio al Gran Premio d'Europa, dove fece registrare anche il giro più veloce. Nella stagione successiva si iniziarono a cogliere i frutti del lavoro di sviluppo fatto nel 1983.

##### 1984

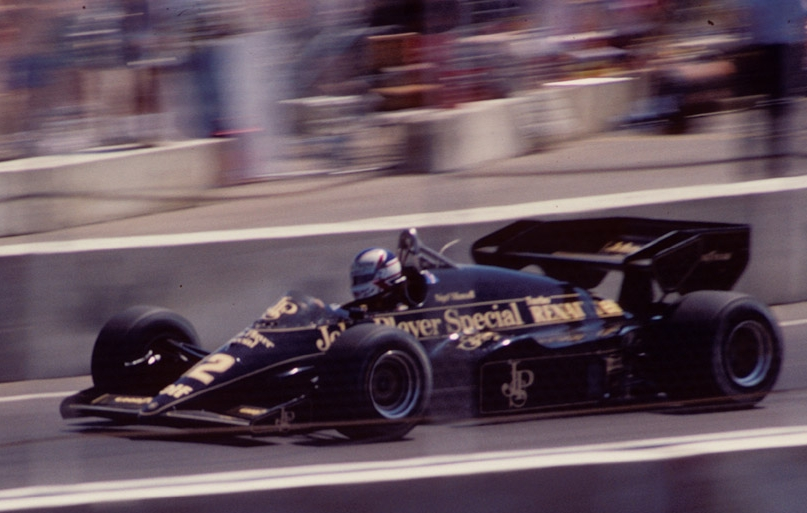
Mansell alla guida della Lotus 95T-Renault

Mansell diede avvio alla nuova stagione con un buon segnale, ottenendo la prima pole position della sua carriera a Dallas. Dopo aver dominato buona parte della gara, all'ultimo giro per colmo della sfortuna la sua Lotus si piantò a pochi metri dal traguardo. Nonostante la fatica di due ore di gara e il caldo torrido (42 gradi all'ombra), il pilota britannico provò generosamente a spingere la sua Lotus oltre il traguardo, ma stramazzò a terra per il grande sforzo. Anche a Montecarlo andò vicino alla vittoria, nella gara che consacrò al mondo della Formula 1 il talento di Ayrton Senna; Mansell, partito in prima fila sotto il diluvio, prese la testa della corsa. Commise poi un errore alla curva della stazione, andando in aquaplaning e sbattendo contro il guard-rail, situazione che lo mise fuori gara. A fine stagione Peter Warr riuscì finalmente a liberarsi di lui, facendo pressioni sulla John Player Special, lo sponsor del team, per assumere l'astro nascente Senna. Tuttavia Frank Williams, che già dal 1981 lo seguiva con interesse, gli fece arrivare un'offerta concreta basata sulla stima che aveva per le qualità del pilota. La Williams, che stava sviluppando il nuovo motore Honda Turbo, era un'incognita, ma Mansell (forse memore del periodo con la Honda in F2) si convinse che era la scelta migliore da fare.

#### L'approdo in Williams (1985-1988)

##### 1985
Inizialmente il suo arrivo in Williams non venne ben accolto da Keke Rosberg, il quale non gradiva l'inglese come compagno di squadra. Nonostante l'iniziale diffidenza del finlandese, però, nel corso della stagione i due piloti seppero collaborare proficuamente e instaurarono un rapporto di stima. Il passaggio alla squadra inglese cambiò le sorti della carriera di Mansell. Dopo un inizio difficile, a causa del difficile sviluppo dell'inaffidabile, ma potente motore Honda, l'inglese riuscì finalmente ad ottenere la sua prima vittoria nel Gran Premio d'Europa a Brands Hatch, alla quale fece seguito, di lì a poco, il successo in Sudafrica a Kyalami. Le ottime prestazioni a fine anno di Mansell e Rosberg, che si spartirono la vittoria nelle ultime tre gare, posero le basi per poter finalmente competere per il titolo mondiale contro lo strapotere della McLaren motorizzata TAG Porsche che aveva dominato le ultime due stagioni.

##### 1986

Mansell (a sinistra) festeggia il suo secondo posto al Gran Premio d'Italia 1986, alle spalle del compagno di squadra e vincitore Nelson Piquet.

Nel 1986 il nuovo compagno di squadra dell'inglese divenne il brasiliano Nelson Piquet, indicato come il favorito per il titolo, in virtù anche dell'annunciata competitività della Williams-Honda. Dopo un inizio di stagione dai risultati altalenanti, Mansell sfoderò una grinta che non aveva fatto intravedere nei suoi primi anni di carriera (e che gli avrebbe valso il nuovo soprannome di "Leone" in luogo di "Mansueto" usato fino a quel momento): in rapida successione vinse in Belgio, Canada e, dopo un quinto posto negli USA, anche in Francia e in Gran Bretagna, guadagnando la testa del mondiale a metà stagione. Questa serie di successi pose Mansell all'attenzione universale di pubblico e addetti ai lavori: è di questi tempi il raggiungimento di un accordo con la Ferrari, in vista della stagione successiva, in seguito disatteso. I risultati conseguiti accesero la rivalità, in casa Williams, tra Piquet ed il pilota inglese (il primo supportato dalla Honda, il secondo sostenuto dal team) e che avrebbe avuto il suo peso sull'esito finale del campionato. Nel resto della stagione Mansell si aggiudicò anche il Gran Premio del Portogallo e si presentò alla vigilia dell'ultima gara di Adelaide, in Australia, in testa alla classifica mondiale con 7 punti di vantaggio sul pilota della McLaren Alain Prost e 9 su Piquet (che però, al contrario dei due rivali, non doveva più scartare risultati validi) ottenendo la pole position. La gara però ebbe un esito beffardo: al 63º passaggio (a 19 dal termine) Mansell, che era 3º dietro ai due rivali e stava tranquillamente amministrando la gara, subì lo scoppio di uno pneumatico in pieno rettilineo e fu costretto al ritiro. Con Piquet richiamato ai box per un prudente cambio-gomme, gara e titolo furono appannaggio di Prost e della McLaren, bravi a sfruttare alla perfezione le circostanze e la rivalità tra i due piloti Williams. A tale catastrofica conclusione non fu certo estraneo il grave incidente d'auto occorso in Camargue a Frank Williams mentre rientrava a casa dopo una sessione di test privati (marzo 1986): la frattura della colonna vertebrale di Williams e la sua successiva paraplegia lo resero indisponibile per tutta la stagione, con conseguenti carenze nella gestione della squadra e dei piloti.

##### 1987
La stagione 1987 si annunciò come un duello privato in casa Williams, stante l'incrementata superiorità della squadra motorizzata Honda sulle avversarie e la rinnovata rivalità tra Piquet e Mansell. La prima parte del campionato, in realtà, disattese parzialmente queste aspettative, ma poi però Mansell e Piquet presero il largo dalla Lotus guidata da Ayrton Senna. L'inglese si aggiudicò sei gare (San Marino, Francia, Gran Bretagna, Austria, Spagna e Messico), il brasiliano tre (Germania, Ungheria e Italia), ma grazie al maggior numero di arrivi in zona punti fu proprio quest'ultimo a trovarsi in testa al campionato a due gare dalla fine con 12 punti di vantaggio. In Giappone, nel corso delle prove libere del penultimo Gran Premio, Mansell ebbe un pauroso incidente che lo obbligò a terminare anzitempo la stagione per la frattura di alcune vertebre precludendosi definitivamente ogni speranza di lottare per il titolo, vinto dal compagno. Per l'inglese fu una brutta botta, sia fisica sia morale, nell'anno in cui aveva messo in mostra una netta superiorità dal punto di vista velocistico sul pilota brasiliano con 6 vittorie e 8 pole position.

##### 1988

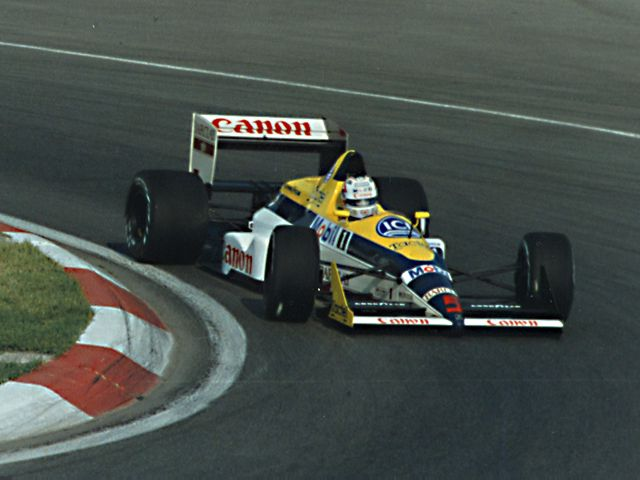
Mansell con la sua Williams al Gran Premio del Canada del 1988

Nel 1988, dopo aver perso i motori Honda a vantaggio della Mclaren, la Williams venne spinta dal Judd, un propulsore artigianale che negò fin da subito, causa la poca affidabilità, ogni possibilità di successo. Pur con una vettura poco competitiva, Mansell decise tuttavia di rimanere in nome dell'amicizia con lo sfortunato Frank Williams che nel 1986 aveva perso l'uso degli arti inferiori a causa di un incidente stradale. Mansell fu affiancato da Riccardo Patrese che aveva preso il posto di Piquet, ma anche senza il rivale brasiliano l'inglese non sarebbe stato in grado di lottare per il Mondiale con una macchina fragile e nettamente inferiore alla concorrenza. Nigel dovette anche saltare due gare per motivi di salute, ma riuscì a ottenere due secondi posti, di cui uno sul bagnato a Silverstone, dove tra l'altro fu ufficializzato il suo passaggio alla Ferrari per il 1989.

#### Il biennio in Ferrari e la rivalità con Prost (1989-1990)

##### 1989

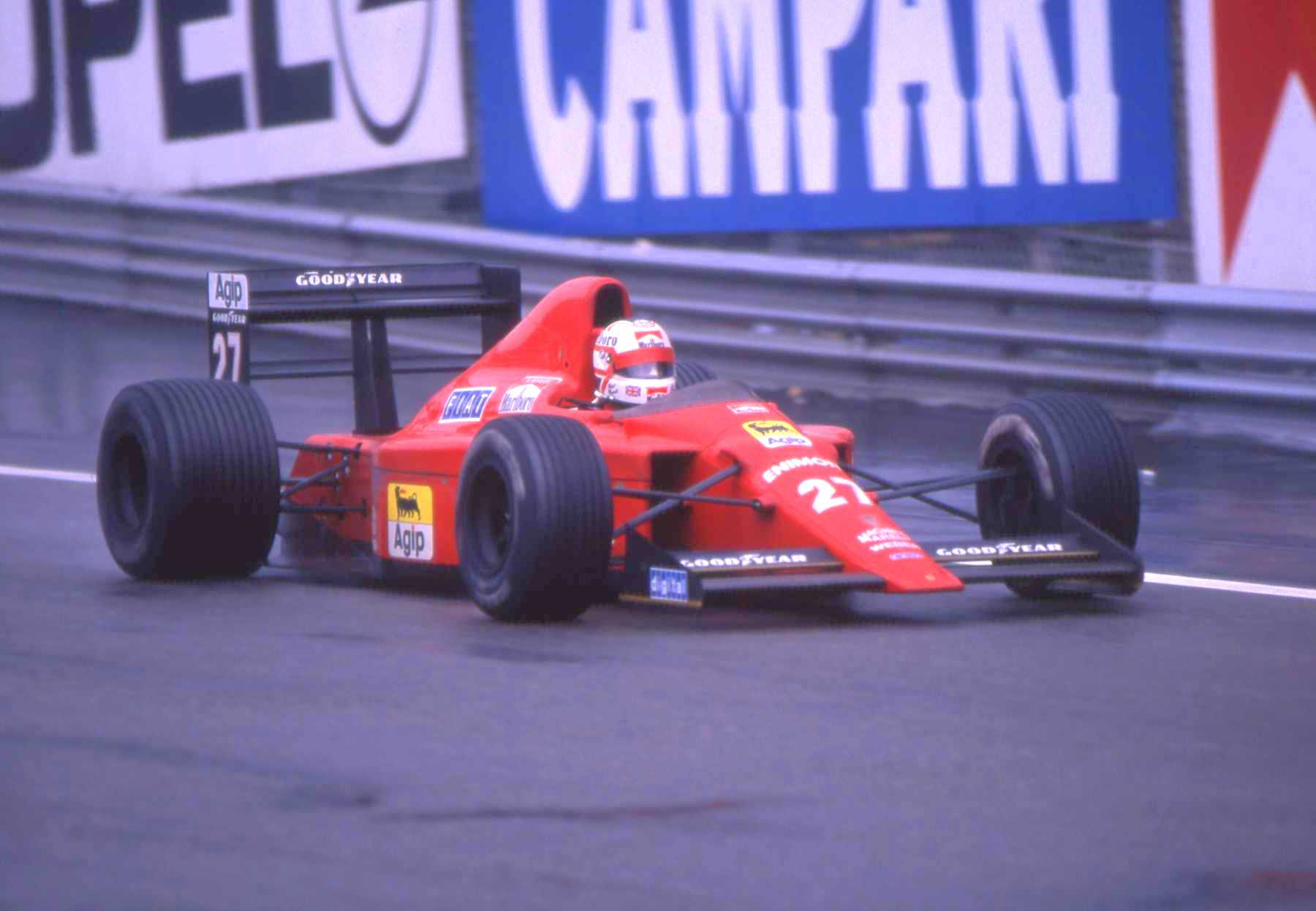
Mansell in Ferrari nel 1989 durante il Gran Premio del Belgio.

Nel 1989 pilotò la Ferrari 640 F1 e fu affiancato dall'austriaco Gerhard Berger. Debuttò al Gran Premio del Brasile sul Circuito di Jacarepaguá dove, dopo il sesto tempo in qualifica, vinse la gara davanti ad Alain Prost su McLaren-Honda. A San Marino ottenne il terzo tempo in prova ma si ritirò in corsa per un problema al cambio, evento ripetutosi anche a Monaco e in Messico, nonostante avesse segnato in entrambe le occasioni il giro più veloce. In seguito venne costretto al ritiro per problemi elettrici negli Stati Uniti e squalificato in Canada. Fu poi secondo in Francia e Gran Bretagna dove ottenne il giro più veloce, terzo in Germania e vinse, segnando il giro veloce in gara, il Gran Premio d'Ungheria dopo una grande rimonta dalla dodicesima posizione. Continuò la stagione salendo sul terzo gradino del podio in Belgio, ritirandosi in Italia dopo essere partito dalla seconda fila, e venne nuovamente squalificato in Portogallo, non prendendo parte al successivo Gran Premio di Spagna; si ritirò infine in Giappone e Australia, ultimi Gran Premi della stagione. A fine anno si piazzò quarto nel Mondiale con trentotto punti.

##### 1990

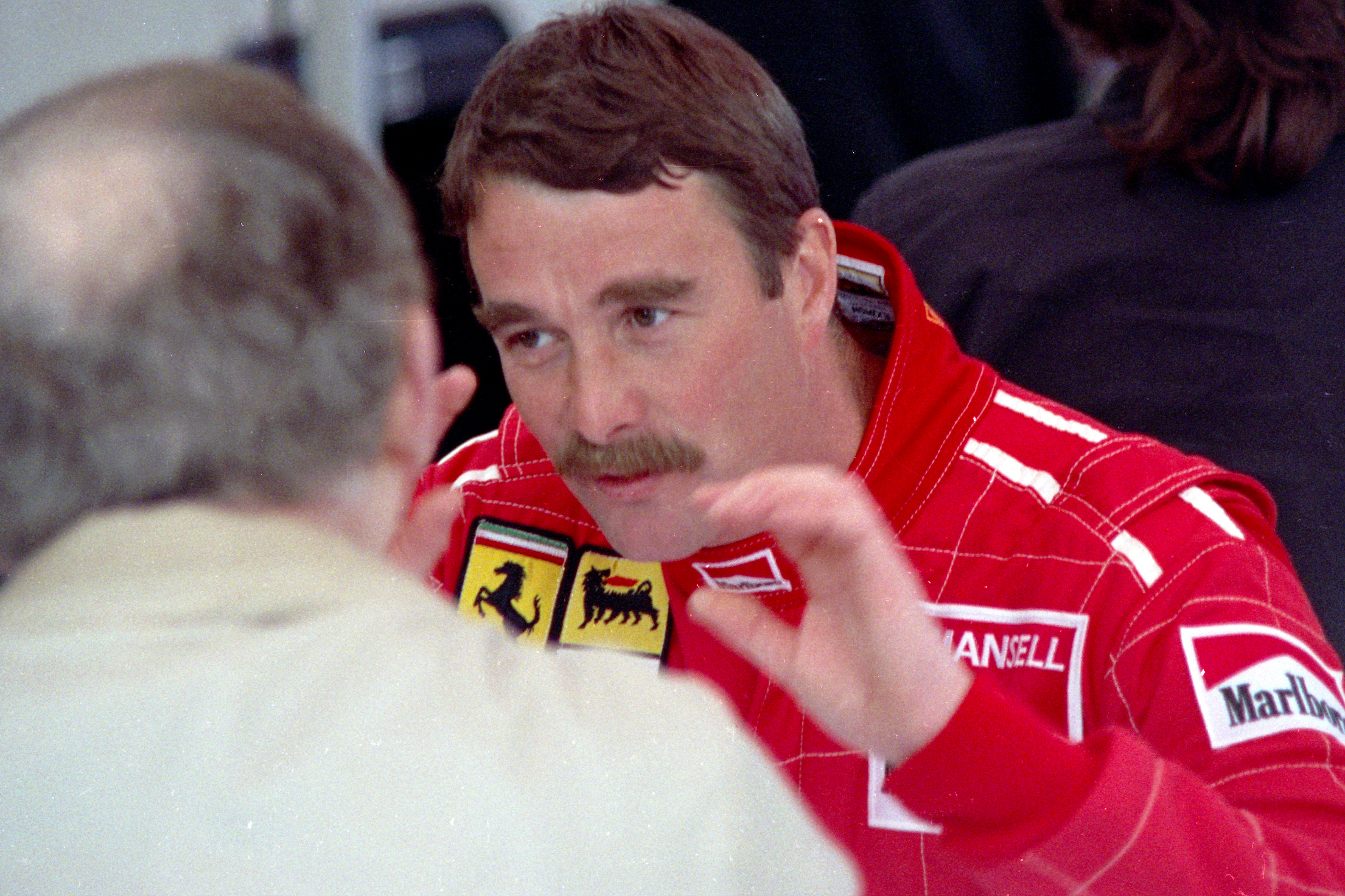
Mansell alla Scuderia Ferrari nel fine settimana del Gran Premio degli Stati Uniti d'America 1990

Anche il 1990 non fu ricco di soddisfazioni. La Ferrari aveva una vettura in grado di lottare per il titolo, ma l'inglese fu sopraffatto in velocità e sul versante psicologico dal nuovo compagno, Alain Prost, e restò ben presto tagliato fuori dalla lotta per il titolo, arrivando addirittura ad annunciare il ritiro dalle gare nel dopocorsa del Gran Premio di Gran Bretagna. L'annuncio si rivelò ben presto un bluff, in quanto l'inglese firmò poi per la Williams. Mansell vinse il Gran Premio del Portogallo, dove però vi furono polemiche per una manovra dell'inglese che, in pole position, alla partenza strinse verso il muro il compagno Prost, partito secondo, facendo passare avanti le due McLaren di Berger e Senna, che sarebbe andato poi a vincere il titolo proprio ai danni di Prost.

#### Il ritorno in Williams, il titolo iridato e il primo ritiro (1991-1994)

##### 1991

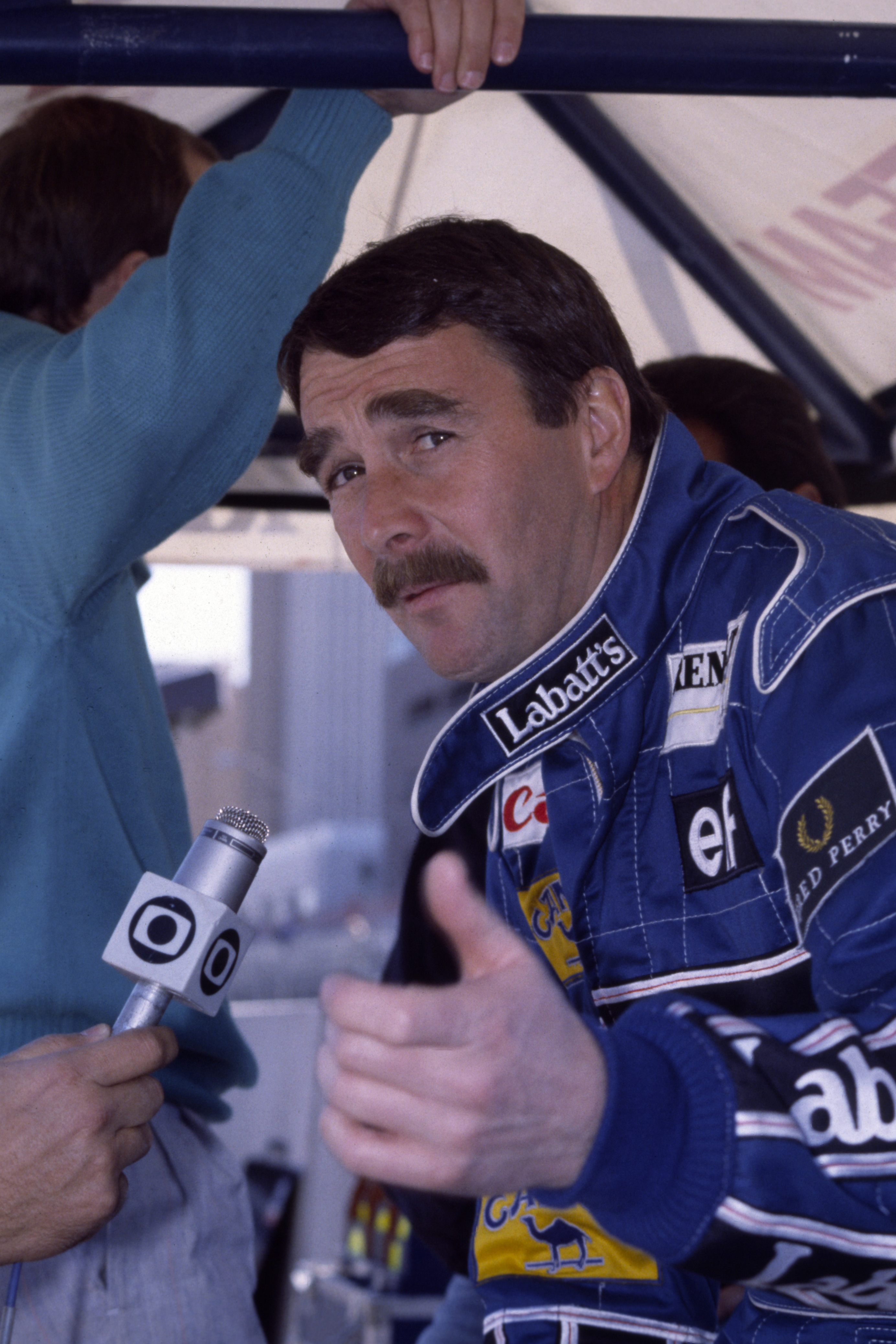
Mansell al Gran Premio degli Stati Uniti 1991.

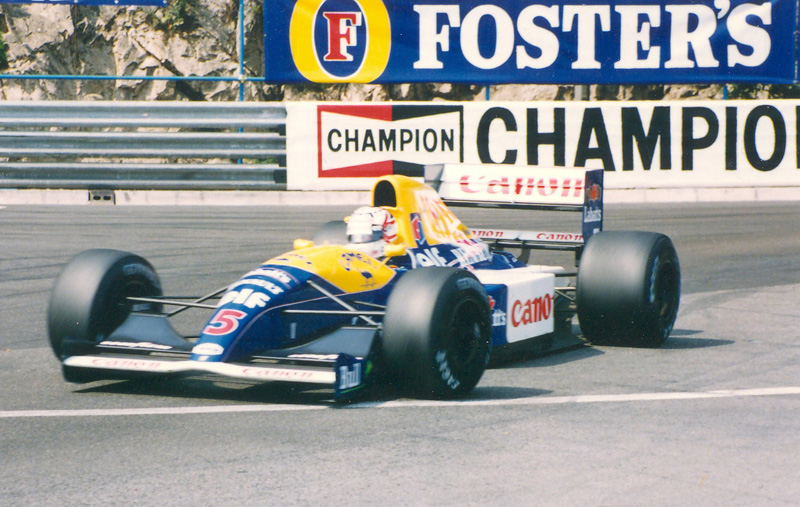
Mansell sulla Williams FW14 al Gran Premio di Monaco 1991.

La Williams intanto, dopo alcune stagioni di anonimato, stava ritornando competitiva grazie alla partnership col motorista Renault. Nel 1991 Nigel iniziò male, pagando anche un'iniziale mancanza di affidabilità della sua Williams FW14 ed arrivando ad essere distaccato di oltre 30 punti da Senna, ritrovandosi anche dietro al suo compagno di squadra Patrese. In estate però Mansell vinse tre GP consecutivi (Francia, Gran Bretagna e Germania), arrivando a minacciare il leader del mondiale Senna. In Portogallo Mansell pagò un errore della squadra che non gli avvitò una ruota al pit-stop. Ottenne poi altre due vittorie in Italia e Spagna prima di arrendersi definitivamente a Senna in Giappone.

##### 1992
L'inglese si prese una clamorosa rivincita nel 1992, quando dominò in lungo e in largo la stagione grazie anche alla fenomenale Williams FW14B. Sbaragliò il compagno di squadra Patrese e gli avversari, raccogliendo 9 vittorie e 14 pole position su 16 gare. Dimostrò quindi di essere un campione forte e sicuro, libero da quelle ombre psicologiche che in passato avevano influito sulle sue prestazioni.
Mansell iniziò la stagione vincendo le prime 5 gare in Sudafrica, Messico, Brasile, Spagna e San Marino con altrettante pole position. La sua inarrestabile corsa verso il titolo si arricchì con altre vittorie in Francia, Gran Bretagna e Germania, fino a presentarsi già in Ungheria con la possibilità matematica di vincere il titolo, che arrivò al 55º giro quando Patrese, secondo in classifica, si ritirò dalla corsa. Mansell vinse anche in Portogallo e finì la stagione con 108 punti, quasi il doppio dei punti del suo compagno. A fine anno, Mansell, che aveva già un accordo per continuare a correre su Williams nel 1993, al fianco di Alain Prost come seconda guida, venne allontanato da Frank Williams in quanto quest'ultimo declinò la sua richiesta sulla possibilità di raddoppiare il suo stipendio.

##### 1994
Nel 1994 Mansell iniziò la stagione ancora in America, ma a metà campionato fu richiamato in Williams per correre alcune gare in sostituzione di Ayrton Senna, deceduto ad Imola. Viste le scarne prestazioni del debuttante David Coulthard, Frank Williams decise di affidare la seconda macchina a Mansell, nella speranza che quest'ultimo riuscisse ad aiutare Damon Hill ad evitare una sconfitta per mano della Benetton-Ford di Michael Schumacher. Pur a mezzo servizio l'inglese riuscì a tornare alla vittoria nell'ultimo Gran Premio in Australia, dove ottenne anche la sua ultima pole position. Hill perse il Mondiale contro Schumacher per 1 punto, a causa di un incidente con quest'ultimo, ma nonostante questo Patrick Head decise di guardare al futuro, firmando per l'anno dopo con il giovane Coulthard e non rinnovando l'ormai quarantunenne Mansell.

#### Il breve ritorno con la McLaren e il secondo ritiro (1995)

##### 1995

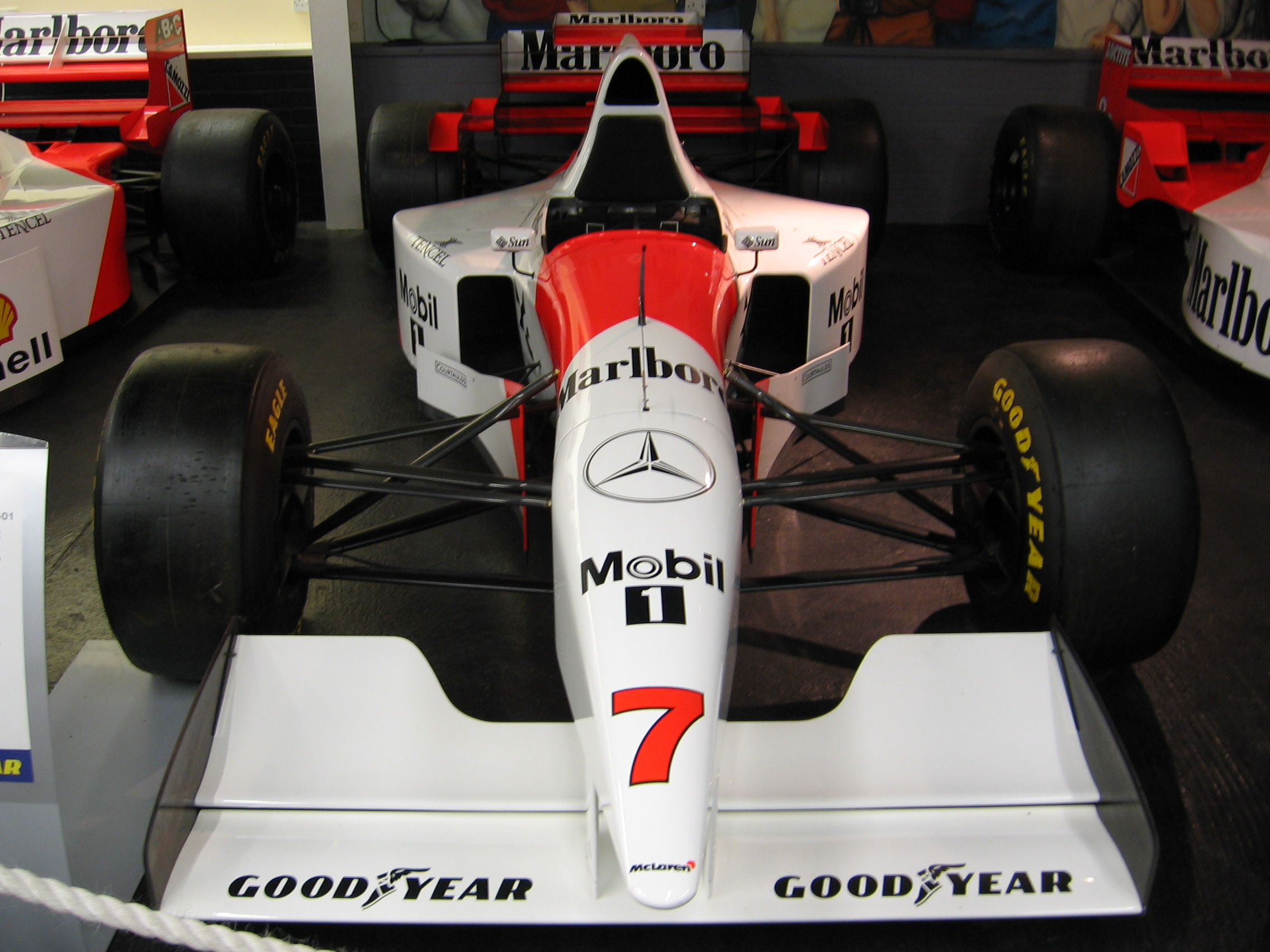
La McLaren MP4/10 guidata da Mansell nel 1995

Nel 1995 il "Leone" firmò un contratto con la McLaren equipaggiata con il motore Mercedes, che si dimostrò ben presto nettamente inaffidabile, come compagno di Mika Häkkinen. Di fronte ai molteplici problemi che la monoposto anglo-tedesca evidenziò nelle prove pre-campionato, Mansell decise di prendersi una pausa per aspettare che la vettura fosse sviluppata a dovere e saltò le prime due gare, sostituito da Mark Blundell. Tornò al volante nel Gran Premio di San Marino e nel successivo Gran Premio di Spagna, ma i problemi della McLaren MP4/10 erano tutt'altro che risolti e l'inglese decise, grazie ad una clausola del suo contratto, di sciogliere anticipatamente la sua collaborazione, abbandonando definitivamente la Formula 1. Tuttavia nel dicembre 1996, Mansell guidò una Jordan 196 in un test privato nel Circuito di Estoril, alimentando le speculazioni che fosse in ballottaggio per un sedile nella stagione 1997.

#### Statistiche in F1
Nigel Mansell ha disputato 187 Gran Premi di Formula 1 (su 191 apparizioni), con 31 vittorie (28 Williams e 3 Ferrari), 32 pole position (28 Williams, 3 Ferrari e 1 Lotus), 30 giri più veloci in corsa (23 Williams, 6 Ferrari e 1 Lotus) e 5 Hat Trick. Ha conquistato 480 punti validi, si è classificato 82 volte a punti e 59 sul podio, è partito 56 volte in prima fila, è stato al comando di 55 gare per un totale di 2091 giri in testa (9651 km).

### CART

#### Lola (1993-1994)

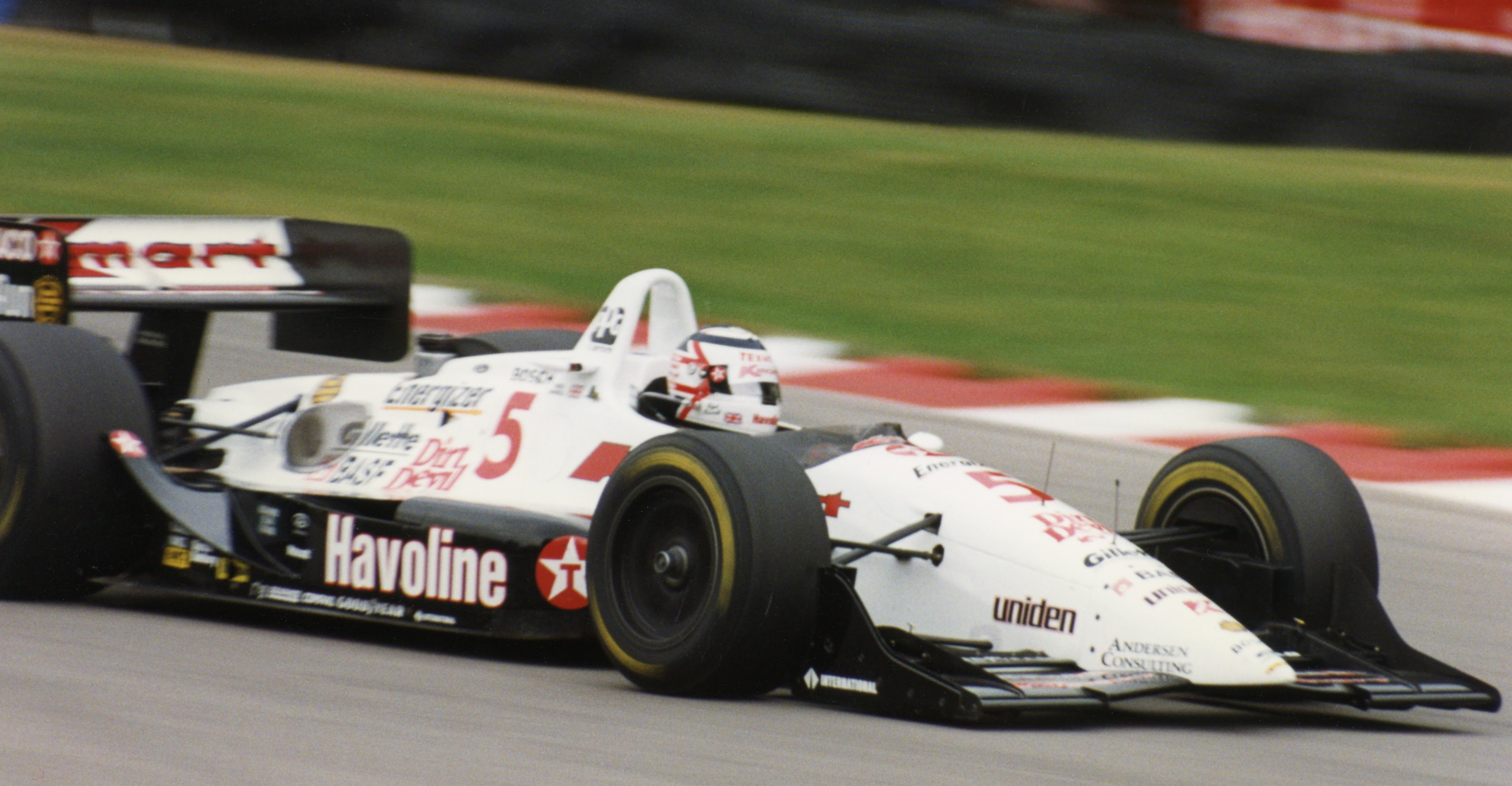
Mansell al volante della Lola T9300-Ford in una gara del campionato IndyCar nel 1993

Vista l'impossibilità di rinnovare il contratto con la Williams, Mansell dopo aver valutato anche il ritiro dalle competizioni firmò un contratto con la Newman-Haas Racing con cui corse le stagioni 1993 e 1994 del campionato CART. L'intesa venne formalizzata durante il fine settimana del Gran Premio del Portogallo. Nella stagione 1993 Mansell pilotò una Lola T9300-Ford ed ebbe come compagno di squadra Mario Andretti. Il debutto avvenne al Gran Premio d'Australia a Surfers Paradise dove ottiene la pole position e vinse la gara battendo Emerson Fittipaldi; era il primo pilota dai tempi di Graham Hill, nel 1966, a vincere all'esordio nella categoria. Poche settimane più tardi, non essendo ancora abituato alla guida sugli ovali americani, ebbe un incidente durante le prove della 200 miglia di Phoenix e fu costretto a saltare la corsa. Ripresosi velocemente si piazzò terzo a Long Beach partendo dalla pole e replicò il medesimo piazzamento alla 500 Miglia di Indianapolis, in cui perse la vittoria per un errore di inesperienza a seguito di una brutta ripartenza. Venne quindi nominato Rookie of the year, cioè migliore debuttante dell'anno. Si impose anche nella 200 Miglia di Milwaukee e segnò pole position e giro veloce al Gran Premio di Detroit dove si piazzò quindicesimo. Partì dalla pole position alla 200 Miglia di Portland e arrivò secondo in gara, si piazzò terzo al Gran Premio di Cleveland e ventesimo alla Indy Toronto. Vinse la 500 Miglia del Michigan segnando anche il giro veloce in gara. Alla 200 Miglia del New England centrò pole position, vittoria e giro veloce. Si piazzò secondo alla 200 Miglia di Road America, sesto alla Indy Vancouver e dodicesimo al 200 Miglia di Mid-Ohio partendo dalla pole. Alla 200 Miglia di Nazareth ottenne nuovamente pole position, giro veloce e vittoria, l'ultima per lui nella categoria. All'ultima gara del Campionato, il Gran Premio di Monterey arrivò al traguardo in ventitreesima posizione. Vinse il titolo con centonovantuno punti.
Nel 1994 guida una Lola T9400-Ford, affiancato ancora da Mario Andretti. Nel corso della stagione disputa anche quattro Gran Premi di Formula 1. Alla gara inaugurale, il Gran Premio d'Australia, ottiene pole position e giro veloce e si piazza nono in corsa. È terzo alla 200 Miglia di Phoenix e secondo al Gran Premio di Long Beach. Alla 500 Miglia di Indianapolis arriva ventiduesimo al traguardo, quinto alla 200 Miglia di Milwaukee e ventunesimo al Gran Premio di Detroit partendo dalla pole. Si piazza quinto alla 200 Miglia di Portland, sale sul secondo gradino del podio al Gran Premio di Cleveland e arriva al traguardo in ventitreesima posizione alla Indy Toronto. Centra la terza pole position stagionale alla 500 Miglia del Michigan dove chiude la gara ventiseiesimo. Si piazza settimo alla 200 Miglia di Mid-Ohio, diciottesimo alla 200 Miglia del New England, decimo alla Indy Vancouver e tredicesimo alla 200 Miglia di Road America dove segna il giro veloce in gara. Conclude la stagione con un ventiduesimo posto alla 200 Miglia di Nazareth e un ottavo al Gran Premio di Monterey. Con ottantotto punti ottenuti si piazzò ottavo in Campionato.

#### Statistiche in IndyCar
Nigel Mansell ha gareggiato nel Campionato IndyCar nel 1993 e 1994 vincendo il titolo l'anno del debutto. In 31 gare disputate ha ottenuto 5 vittorie, 4 secondi posti, 4 terzi posti, 8 piazzamenti a punti, 10 pole position, 6 giri veloci, 2 hat tricks, 279 punti. È stato premiato come Rookie of the year del Campionato. Nelle due partecipazioni alla 500 Miglia di Indianapolis ha conquistato il terzo posto e il titolo di Indy 500 Rookie of the year nel 1993.

### Altre competizioni

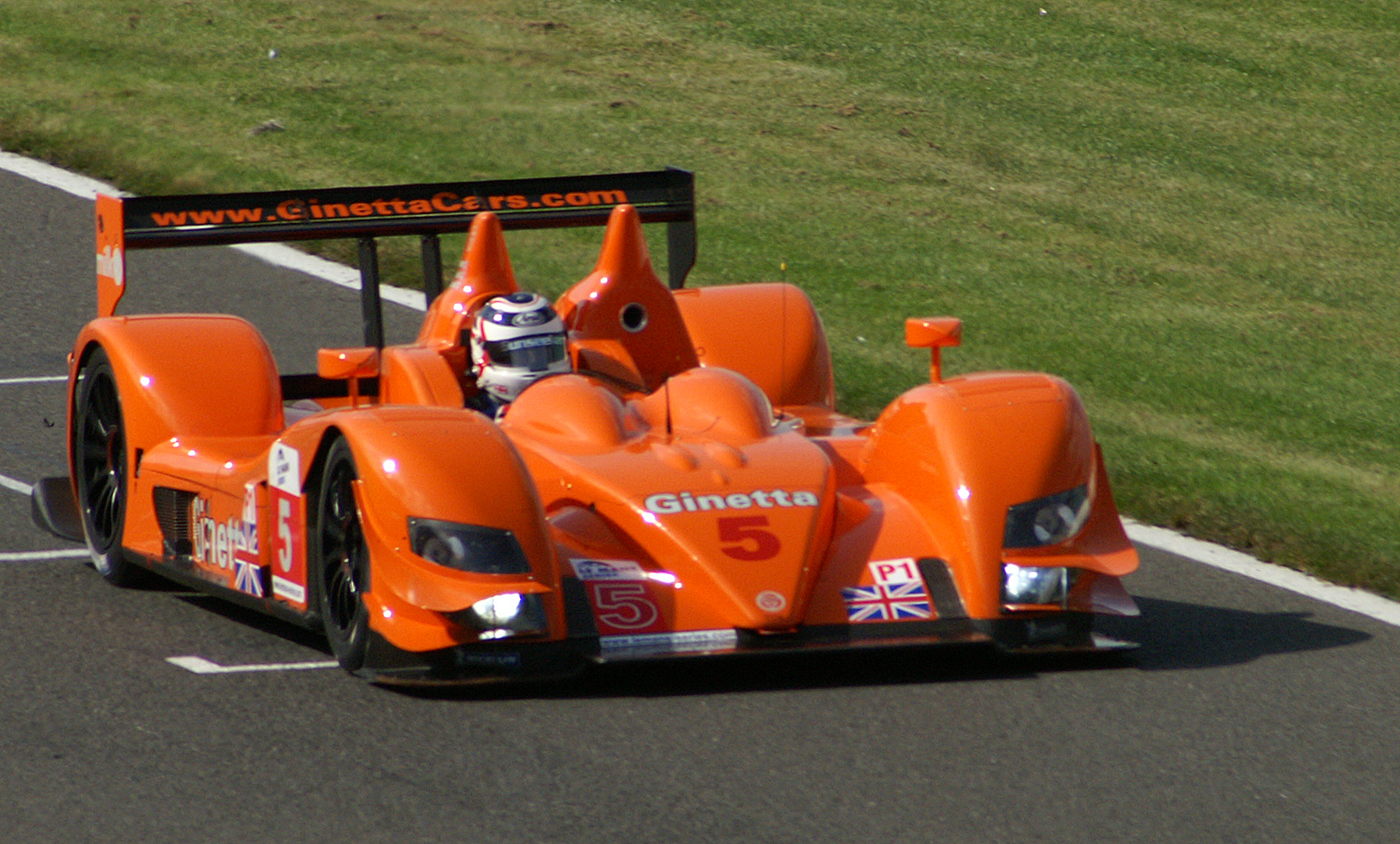
Mansell a bordo della Ginetta-Zytek 09S durante la 1000 km di Silverstone del 2009.

Negli anni successivi ha partecipato sporadicamente ad alcune corse con vetture categoria Turismo. Nel 1998 ha corso sei gare nel British Touring Car Championship al volante di una Ford Mondeo. Nel 2004 a distanza di otto anni dall'ultima volta torna a guidare una monoposto di Formula 1 nella fattispecie la Jordan EJ14 con cui effettua un test sul circuito di Silverstone e alcuni show car. Nel 2005 Mansell ha accettato di partecipare al Grand Prix Masters vincendo la prova inaugurale svoltasi in novembre a Kyalami, in Sudafrica, dopo avere anche ottenuto la pole-position. Il suo compenso è stato devoluto interamente per aiutare i bambini poveri dell'Africa. L'altra sua grande passione è il golf. Il 4 febbraio 2010, in occasione della conferenza stampa di presentazione della prova, Nigel Mansell ha annunciato la sua partecipazione all'edizione 2010 della 24 Ore di Le Mans, alla guida di una Ginetta-Zytek LMP1 del Beechdean Mansell Team alternandosi alla guida con i suoi due figli, tuttavia la gara di Mansell è durata appena 17 minuti in quanto il prototipo che guidava è rimasto seriamente danneggiato in un fuoripista causato dalla foratura di uno pneumatico.

## Risultati

### Formula 1
| 1980 | Scuderia | Vettura |  |  |  |  |  |  |  |  |  |     |     |    |  |  |  |  |  | Punti | Pos. |
| ---- | -------- | ------- |  |  |  |  |  |  |  |  |  | --- | --- | -- |  |  |  |  |  | ----- | ---- |
| 1980 | Lotus    | 81B     |  |  |  |  |  |  |  |  |  | Rit | Rit | NQ |  |  |  |  |  | 0     |      |

| 1981 | Scuderia | Vettura |     |    |     |  |   |     |   |   |    |     |     |     |     |     |   |  |  | Punti | Pos. |
| ---- | -------- | ------- | --- | -- | --- |  | - | --- | - | - | -- | --- | --- | --- | --- | --- | - |  |  | ----- | ---- |
| 1981 | Lotus    | 81B 87  | Rit | 11 | Rit |  | 3 | Rit | 6 | 7 | NQ | Rit | Rit | Rit | Rit | Rit | 4 |  |  | 8     | 14º  |

| 1982 | Scuderia | Vettura |     |   |   |  |     |   |     |     |  |     |  |   |     |   |   |     |  | Punti | Pos. |
| ---- | -------- | ------- | --- | - | - |  | --- | - | --- | --- |  | --- |  | - | --- | - | - | --- |  | ----- | ---- |
| 1982 | Lotus    | 87B 91  | Rit | 3 | 7 |  | Rit | 4 | Rit | Rit |  | Rit |  | 9 | Rit | 8 | 7 | Rit |  | 7     | 14º  |

| 1983 | Scuderia | Vettura    |    |    |     |     |     |     |   |     |   |     |   |     |   |   |    |  |  | Punti | Pos. |
| ---- | -------- | ---------- | -- | -- | --- | --- | --- | --- | - | --- | - | --- | - | --- | - | - | -- |  |  | ----- | ---- |
| 1983 | Lotus    | 92 94T 93T | 12 | 12 | Rit | Rit | Rit | Rit | 6 | Rit | 4 | Rit | 5 | Rit | 8 | 3 | NC |  |  | 10    | 12º  |

| 1984 | Scuderia | Vettura |     |     |     |     |   |     |   |     |   |     |   |     |   |     |     |     |  | Punti | Pos. |
| ---- | -------- | ------- | --- | --- | --- | --- | - | --- | - | --- | - | --- | - | --- | - | --- | --- | --- |  | ----- | ---- |
| 1984 | Lotus    | 95T     | Rit | Rit | Rit | Rit | 3 | Rit | 6 | Rit | 6 | Rit | 4 | Rit | 3 | Rit | Rit | Rit |  | 13    | 9º   |

| 1985 | Scuderia | Vettura |     |   |   |   |   |     |    |     |   |     |   |    |   |   |   |     |  | Punti | Pos. |
| ---- | -------- | ------- | --- | - | - | - | - | --- | -- | --- | - | --- | - | -- | - | - | - | --- |  | ----- | ---- |
| 1985 | Williams | FW10    | Rit | 5 | 5 | 7 | 6 | Rit | NP | Rit | 6 | Rit | 6 | 11 | 2 | 1 | 1 | Rit |  | 31    | 6º   |

| 1986 | Scuderia | Vettura |     |   |     |   |   |   |   |   |   |   |   |     |   |   |   |     |  | Punti   | Pos. |
| ---- | -------- | ------- | --- | - | --- | - | - | - | - | - | - | - | - | --- | - | - | - | --- |  | ------- | ---- |
| 1986 | Williams | FW11    | Rit | 2 | Rit | 4 | 1 | 1 | 5 | 1 | 1 | 3 | 3 | Rit | 2 | 1 | 5 | Rit |  | 70 (72) | 2º   |

| 1987 | Scuderia | Vettura |   |   |     |     |   |   |   |     |    |   |   |     |   |   |    |  |  | Punti | Pos. |
| ---- | -------- | ------- | - | - | --- | --- | - | - | - | --- | -- | - | - | --- | - | - | -- |  |  | ----- | ---- |
| 1987 | Williams | FW11B   | 6 | 1 | Rit | Rit | 5 | 1 | 1 | Rit | 14 | 1 | 3 | Rit | 1 | 1 | NP |  |  | 61    | 2º   |

| 1988 | Scuderia | Vettura |     |     |     |     |     |     |     |   |     |     |  |  |     |   |     |     |  | Punti | Pos. |
| ---- | -------- | ------- | --- | --- | --- | --- | --- | --- | --- | - | --- | --- |  |  | --- | - | --- | --- |  | ----- | ---- |
| 1988 | Williams | FW12    | Rit | Rit | Rit | Rit | Rit | Rit | Rit | 2 | Rit | Rit |  |  | Rit | 2 | Rit | Rit |  | 12    | 9º   |

| 1989 | Scuderia | Vettura |   |     |     |     |     |    |   |   |   |   |   |     |    |    |     |     |  | Punti | Pos. |
| ---- | -------- | ------- | - | --- | --- | --- | --- | -- | - | - | - | - | - | --- | -- | -- | --- | --- |  | ----- | ---- |
| 1989 | Ferrari  | 640 F1  | 1 | Rit | Rit | Rit | Rit | SQ | 2 | 2 | 3 | 1 | 3 | Rit | SQ | ES | Rit | Rit |  | 38    | 4º   |

| 1990 | Scuderia | Vettura      |     |   |     |     |   |   |     |     |     |     |     |   |   |   |     |   |  | Punti | Pos. |
| ---- | -------- | ------------ | --- | - | --- | --- | - | - | --- | --- | --- | --- | --- | - | - | - | --- | - |  | ----- | ---- |
| 1990 | Ferrari  | 641 F1 641/2 | Rit | 4 | Rit | Rit | 3 | 2 | 18* | Rit | Rit | 17* | Rit | 4 | 1 | 2 | Rit | 2 |  | 37    | 5º   |

| 1991 | Scuderia | Vettura |     |     |     |   |   |   |   |   |   |   |     |   |    |   |     |   |  | Punti | Pos. |
| ---- | -------- | ------- | --- | --- | --- | - | - | - | - | - | - | - | --- | - | -- | - | --- | - |  | ----- | ---- |
| 1991 | Williams | FW14    | Rit | Rit | Rit | 2 | 6 | 2 | 1 | 1 | 1 | 2 | Rit | 1 | SQ | 1 | Rit | 2 |  | 72    | 2º   |

| 1992 | Scuderia | Vettura |   |   |   |   |   |   |     |   |   |   |   |   |     |   |     |     |  | Punti | Pos. |
| ---- | -------- | ------- | - | - | - | - | - | - | --- | - | - | - | - | - | --- | - | --- | --- |  | ----- | ---- |
| 1992 | Williams | FW14B   | 1 | 1 | 1 | 1 | 1 | 2 | Rit | 1 | 1 | 1 | 2 | 2 | Rit | 1 | Rit | Rit |  | 108   | 1º   |

| 1994 | Scuderia | Vettura    |  |  |  |  |  |  |     |  |  |  |  |  |  |     |   |   |  | Punti | Pos. |
| ---- | -------- | ---------- |  |  |  |  |  |  | --- |  |  |  |  |  |  | --- | - | - |  | ----- | ---- |
| 1994 | Williams | FW16 FW16B |  |  |  |  |  |  | Rit |  |  |  |  |  |  | Rit | 4 | 1 |  | 13    | 9º   |

| 1995 | Scuderia | Vettura |  |  |    |     |  |  |  |  |  |  |  |  |  |  |  |  |  | Punti | Pos. |
| ---- | -------- | ------- |  |  | -- | --- |  |  |  |  |  |  |  |  |  |  |  |  |  | ----- | ---- |
| 1995 | McLaren  | MP4/10B |  |  | 10 | Rit |  |  |  |  |  |  |  |  |  |  |  |  |  | 0     |      |

| Legenda | 1º posto     | 2º posto | 3º posto    | A punti         | Senza punti/Non class.  | Grassetto – Pole position Corsivo – Giro più veloce |
| Legenda | Squalificato | Ritirato | Non partito | Non qualificato | Solo prove/Terzo pilota | Grassetto – Pole position Corsivo – Giro più veloce |

### PPG Indy Car World Series
| Anno | Squadra            | Telaio      | Motore       | 1     | 2      | 3     | 4       | 5     | 6      | 7     | 8     | 9      | 10     | 11    | 12     | 13     | 14     | 15     | 16     | Punti | Posizione |
| ---- | ------------------ | ----------- | ------------ | ----- | ------ | ----- | ------- | ----- | ------ | ----- | ----- | ------ | ------ | ----- | ------ | ------ | ------ | ------ | ------ | ----- | --------- |
| 1993 | Newman/Haas Racing | Lola T93/00 | Ford XB V8 t | SRF 1 | PHX NP | LBH 3 | INDY 3  | MIL 1 | DET 15 | POR 2 | CLE 3 | TOR 20 | MCH 1  | NHA 1 | ROA 2  | VAN 6  | MDO 12 | NAZ 1  | LAG 23 | 191   | 1º        |
| 1994 | Newman/Haas Racing | Lola T94/00 | Ford XB V8 t | SRF 9 | PHX 3  | LBH 2 | INDY 22 | MIL 5 | DET 21 | POR 5 | CLE 2 | TOR 23 | MCH 26 | MDO 7 | NHA 18 | VAN 10 | ROA 13 | NAZ 22 | LAG 8  | 88    | 8º        |

## Onorificenze

### Riconoscimenti
- Pilota britannico dell'anno per la rivista Autosport nel 1985, 1986, 1989 e 1991
- Pilota internazionale dell'anno per la rivista Autosport nel 1986, 1987, 1992 e 1993
- Personalità sportiva dell'anno della BBC nel 1986, 1992 e 1993
- Casco d'oro iridato della rivista Autosprint nel 1992
- medaglia d'oro del Royal Automobile Club nel 1993
- Premio ESPY nel 1993 e 1994
- Rookie of the year alla 500 Miglia di Indianapolis nel 1993
- Rookie of the year del Campionato Champ Car nel 1993
- Dottorato ad honorem in ingegneria dall'Università di Birmingham nel 1993
- Inserito nella International Motorsport Hall of Fame nel 2005[28]